# The Big O
The Big O (яп. THE ビッグオー дза биггу о:, Биг О) — аниме-сериал в стиле меха и нуар, рассказывающий о приключениях переговорщика (или «посредника») Роджера Смита. Действие происходит в городе Парадайм Сити (яп. パラダイム・シティ парадайму сити, англ. Paradigm City) спустя 40 лет после загадочной потери памяти у всех жителей планеты.
Ключевые фразы — «Cast in the name of God, ye not guilty» («Призван во имя Божье. Ты невиновен»), «Big O! Action!», «Showtime!».
Премьера The Big O состоялась 13 октября 1999 года на телеканале WOWOW, но после 13 эпизода сериал отменили из-за низких рейтингов. Второй сезон аниме был показан на Tokyo MX с 3 октября 2002 года по 1 апреля 2003 года. Также в 1999—2001 годах в журнале Monthly Magazine Z издавалась одноимённая манга, а в 2003 году — The Big O: Lost Memory.

## Сюжет
Сериал начинается и заканчивается со слов главного героя: «Меня зовут Роджер Смит. У меня очень важная работа в этом городе амнезии». В случае, если эпизод завершается без драмы, то появляется фраза «Мы пришли к соглашению», иначе — «Сторон нет».
Роджер занимается переговорами, выполняя заказы влиятельных клиентов. В этом нелёгком деле ему не обойтись без старого дворецкого Нормана и прекрасного андроида Дороти. Он ищет потерянные воспоминания, которые также интересуют преступников. Добывая информацию, сам участвует в расследованиях, освобождает заложников, попадает в перестрелки и рискует жизнью. Иногда выступает в роли частного детектива. Его дом — бывшее здание банка. Автомобиль — чёрный двухдверный седан. Цвет одежды аналогичный. Главные правила: носить только чёрное, и по утрам не будить в человеке зверя.
Самая большая ценность в городе — знания прошлого. Там, где слова не помогают, Смит использует убедительный аргумент — гигантского робота-мегадеуса Биг О. Когда-то он ушёл из полиции, разочаровавшись в возможности вершить справедливость. Теперь его наняла корпорация «Парадайм» для передачи выходного пособия исчезнувшему сотруднику.

## Персонажи
- Роджер Смит — главный протагонист сериала, управляющий роботом. Бывший лейтенант военной полиции. Известный переговорщик. Сэйю — Макямото Мицуру.
- Р. Дороти Уэйнрайт — девушка-андроид, горничная Роджера Смита. Сэйю — Акико Ядзима.
- Норман Бург — дворецкий Роджера Смита. Сэйю — Мотому Киёкава.
- Дэн Дастон — майор, позже — полковник военной полиции. Был начальником Роджера Смита. Сэйю — Тэссё Гэнда.
- Ангел (Энджел) — роковая женщина, в сложных отношениях с Роджером. Сэйю — Эми Синохара.
- Алекс Розуотер — ключевой антагонист, глава Парадайма, одержим мировым господством. Сэйю — Унсё Исидзука.
- Гордон Розуотер — первый президент Парадайма, отец Алекса, создатель «томатов». Сэйю — Горо Ная.
- Михаэль Зеебах / Шварцвальд — бывший репортёр газеты Парадайма, сумасшедший террорист в поисках истины. Сэйю — Кацуносукэ Хори.
- Джейсон Бек — самоуверенный бандит и пижон. Совершает похищения, грабежи и разбои на зло Роджеру. Сэйю — Хотю Оцука.
- Алан Гэбриэл — киборг, наёмный убийца. Враг Роджера. Сэйю — Иссэй Футамата.
- Вера Ронштадт — руководитель Союза, организации против Парадайма. Сэйю — Саюри Ямаути.
- Big Ears — информатор Роджера. Временами даёт ценные советы. Сэйю — Синпати Цудзи.
- Тимоти Уэйнрайт — создатель андроида Дороти. Сэйю — Такко Исимори.

## Производство и трансляция
Тиаки Конака рассказал, что примерно в 1996 году сериал придумал дизайнер и аниматор Кэйити Сато, он предложил идею режиссёру Катаяме. 3 года они работали над планированием и делали раскадровки. Когда Sunrise и Bandai Visual решили начать производство, Катаяма и Сато позвонили Конаке. Он создал некоторых персонажей (включая Дороти) и задал основной тон сюжета. Однако почти всё уже было готово (меха, большинство главных героев, Парадайм Сити). The Big O наполнен множеством шуток из аниме, манги и токусацу, которые могут не понять люди за пределами Японии. Также сильно повлияли «Бэтмен», «Дик Трейси» и другие старые американские телесериалы. Создателей интересовало, как отреагируют зрители в США. Изначально на экраны должны были выйти два сезона по 13 серий. По сути The Big O отличался от других выпусков про роботов, которые появлялись раньше. Но для сиквела в Японии популярность оказалась недостаточной. Поэтому 13 серия заканчивается словами «Продолжение следует». В 2001 году аниме транслировалось по Cartoon Network и получило восторженные отзывы среди американских поклонников. Информационную поддержку оказал сайт Anime Jump, которым руководил Майкл Тул. Фанаты обратились к Cartoon Network и представительству Bandai в Штатах с просьбой выпустить продолжение. Это позволило снять второй сезон.
В 2019 году Майкл Тул вспоминал: когда осенью 2000 года Bandai объявила, что выпустит сериал в США, у него уже был японский DVD. 2 апреля 2001 года The Big O дебютировал на Cartoon Network в блоке Toonami и транслировался по вечерам понедельника и четверга. Поклонники были в восторге. Три недели спустя показ завершился, и на экране появилась надпись «Продолжение следует». Никто не знал, будет ли что-то дальше. Некоторые пользователи зашли на сайт сценариста Конаки. В разделе The Big O он ответил по-английски: «Что касается второго сезона, производство пока ещё не началось». В 2000 году Тул разместил страницу сериала на Anime Jump. В январе 2001 года (или до Рождества 2000) Bandai начала рассылать маркетинговые материалы — пресс-релиз и несколько ключевых иллюстраций. Описание включало почти целый абзац, взятый с Anime Jump. Хотя такое стало для Тула неожиданностью, он понял происходящее: «Заманчиво думать об аниме-бизнесе как о хорошо смазанном механизме, где работают строгие профессионалы с отличными возможностями. Оказалось, что это всеобщее метание торта». Для пресс-релиза у команды Bandai не было ничего, кроме изображений и логотипа. Они просто скопировали текст с Anime Jump и вставили с надеждой на изменение до официального выпуска. Но забыли сделать вторую часть. Тул с любопытством обратился к ним, и дело довольно быстро уладили. Однако розничные магазины всё равно использовали данный текст. В 2001 году Тул связался с Конакой, взял у него интервью и показал несколько клипов (запись трансляции на VHS, далее с помощью ТВ-тюнера создание видео в формате MOV 320x240 и передача через FTP). Сценарист был впечатлён озвучиванием Лии Сарджент в роли Дороти и сказал, что её голос похож на сэйю Акико Ядзиму. Впоследствии Сарджент призналась, что тщательно изучала манеру Ядзимы. Сайт Big O расширялся, добавлялись новые разделы, арты и фанфики. Конака подтвердил, что сериал закончился клиффхэнгером, но персонал надеялся возобновить работу при условии востребованности. Тул призвал фанатов продолжать смотреть и обсуждать, а также отправлять письма в Bandai. В феврале 2002 года пришло сообщение от Конаки с темой «Хорошие новости из Японии». Майк Лаццо, вице-президент Cartoon Network по блоку Adult Swim, заинтересовался The Big O и попросил продюсера Джейсона Демарко предложить японцам совместное производство. Bandai Visual и Sunrise согласились, и команда опять собралась. Новости о втором сезоне стали достоянием общественности. Кадзуёси Катаяма на страницах журнала Uchusen отметил просьбы американских поклонников. В 2003 году Катаяма и Тул встретились на Anime Central, где обсудили сериал перед премьерой в США. Режиссёр не согласился с Конакой. В документах по планированию были указаны 26 серий, но к моменту производства их сократили до 13. Катаяма велел сотрудникам сделать захватывающую концовку, зная, что продолжения могло не быть. Клиффхэнгер являлся скорее розыгрышем и стилистическим поворотом.
The Big O вернулся на Cartoon Network в 2003 году, но воспринимался по-другому — произошёл переход от ручной анимации к цифровой, также изменился дизайн персонажей. Конака говорил о желании исследовать героев больше, чем роботов и окружение. Это нравилось не всем. 14 серия транслировалась днём на Toonami, но остальные явно предназначались для ночного блока. Adult Swim жаловался на отсутствие зрительского интереса. Не помог выход в эфир финала, который случился с опозданием на неделю из-за путаницы с повторным показом 20 серии. Конака хотел выпустить правильный конец. Демарко прямо заметил: «Вам не нужно объяснять, почему всё происходит, но вы должны прояснить, что происходит». В Cartoon Network просили, чтобы сезон был открытым, если он получит хорошие рейтинги. Поэтому концовка пытается «усидеть на двух стульях». Но третьего сезона The Big O не получилось из-за несоответствия в ожиданиях сценариста, продюсера и аудитории, а также большого разрыва во времени между выпусками. Создатели не смогли избежать проблем — на планирование и производство 13 серий уходило 12—18 месяцев. Когда дебютировал второй сезон, многие фанаты просто ушли. Рейтинги и продажи DVD в США и Японии оказались невысокими. Демарко сам доволен окончанием истории, хотя Конака сказал ему, что у него была идея для третьего сезона. На западе также не издавались спин-офф манги, роман и постановка, написанная Конакой и переведённая на английский язык Дэйвом Флемингом.

## Музыка
| №   | Название                | Длительность |
| --- | ----------------------- | ------------ |
| 1.  | «Stoning»               | 1:44         |
| 2.  | «Big-O! TV Edit»        | 1:14         |
| 3.  | «Stand A Chance»        | 2:11         |
| 4.  | «Name Of God»           | 1:48         |
| 5.  | «The Storm»             | 1:22         |
| 6.  | «Spirit»                | 1:44         |
| 7.  | «Servant»               | 1:22         |
| 8.  | «Apologize»             | 2:05         |
| 9.  | «Apparel»               | 1:16         |
| 10. | «The Great»             | 1:48         |
| 11. | «Apostle»               | 2:28         |
| 12. | «False»                 | 1:28         |
| 13. | «Sleep My Dear»         | 2:17         |
| 14. | «Sure Promise»          | 2:00         |
| 15. | «Touch»                 | 1:19         |
| 16. | «Weep For»              | 1:27         |
| 17. | «Nature»                | 1:43         |
| 18. | «The Words»             | 1:34         |
| 19. | «Run Down»              | 0:41         |
| 20. | «Tears»                 | 1:18         |
| 21. | «The Process»           | 1:11         |
| 22. | «Sin»                   | 1:34         |
| 23. | «A Vision»              | 1:19         |
| 24. | «Procrastination»       | 1:04         |
| 25. | «Freedom»               | 1:43         |
| 26. | «The Holy»              | 2:12         |
| 27. | «Evolution»             | 1:25         |
| 28. | «Eternal Life»          | 0:48         |
| 29. | «And Forever.. TV Edit» | 1:27         |

| №   | Название                       | Длительность |
| --- | ------------------------------ | ------------ |
| 1.  | «Sure Promise ~ Union Sq.»     | 1:59         |
| 2.  | «Brick Ballades ~ Houston St.» | 2:28         |
| 3.  | «Respect ~ Upper West Side»    | 2:25         |
| 4.  | «Apologize ~ Bleecker St.»     | 1:57         |
| 5.  | «Painful Dream»                | 1:42         |
| 6.  | «Respect ~ Lower East Side»    | 1:47         |
| 7.  | «Distance»                     | 2:09         |
| 8.  | «Solitude»                     | 1:53         |
| 9.  | «Dreadful»                     | 1:56         |
| 10. | «Before Dawn»                  | 1:45         |
| 11. | «Prayer ~ 50th St.»            | 2:14         |
| 12. | «Token»                        | 1:00         |
| 13. | «Divine»                       | 2:14         |
| 14. | «Chain»                        | 2:39         |
| 15. | «Painful Dream ~ Spring St.»   | 1:41         |
| 16. | «Prayer ~ 14th St.»            | 2:13         |
| 17. | «Centenary»                    | 1:10         |
| 18. | «Perverse»                     | 1:08         |
| 19. | «Obfuscate»                    | 1:28         |
| 20. | «Prayer ~ WTC St.»             | 2:14         |
| 21. | «Flag»                         | 1:54         |
| 22. | «And Forever ~ Grand Central»  | 1:42         |
| 23. | «Legend of First Memory»       | 5:31         |

| №  | Название                             | Текст песни | Музыка          | Длительность |
| -- | ------------------------------------ | ----------- | --------------- | ------------ |
| 1. | «Respect»                            |             | Тосихико Сахаси | 1:04         |
| 2. | «Big-O!»                             | Руи Нагаи   | Руи Нагаи       | 3:08         |
| 3. | «And Forever...»                     | Chie        | Кэн Сима        | 3:43         |
| 4. | «Big-O! (Karaoke Ver.)»              |             | Руи Нагаи       | 3:08         |
| 5. | «And Forever... (Instrumental Ver.)» |             | Кэн Сима        | 3:43         |
| 6. | «Big-O! (Showtime Ver.)»             |             | Руи Нагаи       | 1:12         |
| 7. | «And Forever... (TV-Edit)»           | Chie        | Кэн Сима        | 1:26         |
| 8. | «Big-O!! (TV-Edit)»                  | Руи Нагаи   | Руи Нагаи       | 1:07         |

Начальная композиция:
1. Big-O! в исполнении Руи Нагаи

Завершающая композиция:
1. And Forever... в исполнении Робби Данзи[28] и Кэна Симы

21 октября 1999 года издан сингл BIG-O! с главными песнями и караоке-версиями. Поскольку сериал был прерван в 2000 году и возобновлён в 2002, то саундтрек выходил по частям. Музыка отсылает к блюзу и джазу XX века, а Giant Robo встречает Бэтмена с оркестром. Трек «Stoning» звучит как из симфонии Моцарта. Электронных инструментов немного. Создаётся атмосфера нуара: поздний вечер, бар, саксофон, фортепиано, одиночество, сигареты, кубики льда в стакане виски. Напряжение становится более ощутимым, грусть трогательной, а действие оживлённым.
Трек «Big O!» отдаёт дань уважения песне «Flash» группы Queen (заставка 1999 года) и «All Day and All of the Night» The Kinks (версия для американского издания 2007 года). Ретро «and Forever...», спетая дуэтом, очень похожа на голливудские фильмы, хотя выглядит солидно, с хорошим вокалом и словами на английском языке без акцента. «Respect» напрямую связан с главной темой сериала UFO, написанной Барри Греем. В 11 серии исполняется мелодия «Jingle Bells».
Кроме того, 21 сентября 2000 года вышел Drama CD «Walking Together On The Yellow Brick Road» от Victor Entertainment. Персонажей озвучивали те же сэйю, что и в аниме. Автором текста выступил Тиаки Конака. Бонусами были добавлены музыкальные темы «Forever And Ever» (эндинг), «Brick Ballades» и «The Holy Remix».

## Выпуск на видео
Первый сезон сначала выходил в Японии от Bandai Visual на VHS, LaserDisc и DVD в 2000 году. Североамериканский релиз первого сезона (4 DVD) поступил в продажу в 2001 году. Формат — 1,33:1 (4:3), звук — Dolby Digital 2.0.
После популярности в США, Bandai Entertainment издала оба сезона в 2003—2004 годах, с английским дубляжом и оригинальной японской звуковой дорожкой, по 4 диска в каждом. В 2007 году появился новый тираж.
Все 26 серий на 6 DVD включены в специальный сборник 2010 года — Emotion The Best The Big O. Дополнительные материалы: видео-бонус опенинга и эндинга, а также иллюстрации Кэйити Сато.
Сериал также был выпущен на Blu-ray 22 декабря 2011 года Bandai Visual в Японии (формат — 1.33:1, конвертированный 1080i, звук — LPCM 2.0) и 20 июня 2017 года — Sentai Filmworks в США. Переиздание со звуком DTS-HD Master Audio 2.0 вышло 20 августа 2019 года.
Видео размещено для просмотра на японском Bandai Channel, а также на потоковом сервисе HIDIVE.

## Компьютерные игры
Биг О неоднократно появлялся в известной серии. Первый раз это было в Super Robot Wars D (2003), затем в Super Robot Wars Z (2008), где присутствовали два сезона с участием мегадеуса и Роджера Смита. В 2011—2012 годах вышла Super Robot Wars Z2, разделённая на эпизоды «Destruction»и «Regeneration». Третья и последняя глава Z издана в 2014—2015 годах (части «Jigoku Hen» и «Tengoku Hen»). В 2019 году Роджер Смит и Биг О, а также Шварцвальд и Биг Дуо оказались в Super Robot Wars X-Ω.
Кроме того, The Big O участвовал в игре Harobots (1999).

## Отзывы
Screen Rant включил сериал в список 10 лучших аниме, похожих на «Призрак в доспехах». По мнению сайта, раскрытие тайны напоминает «Призрак в доспехах: Синдром одиночки». Anime News Network представил The Big O как нечто среднее между Бэтменом и Giant Robo с добавлением научной фантастики в стиле Айзека Азимова. Парадайм Сити — город без истории, кишащий преступностью, полный людей, которые не разбираются в машинах и электронике, используемых в повседневной жизни. Это тёмное и мрачное будущее (атмосфера Dark City), во что могут превратиться американские города, если правительство потеряет контроль над Готэмом или другим пунктом. Главный герой Роджер Смит очень похож на Брюса Уэйна, немного на Джеймса Бонда (самодовольство и отношение к женщинам) и Филипа Марлоу. У него есть опытный дворецкий Норман (Альфред Пенниуорт). Холодная и саркастичная Р. Дороти, напоминавшая Рури Хосино тоской во взгляде, тихой и неприветливой манерой, являвшаяся Робином для Бэтмена-Роджера (или девушкой из Small Miracle), стала любимым персонажем многих зрителей. Дальше идут Дэн Дастон — прямолинейный полицейский, готовый сражаться до победного конца, эгоистичная и скрытная Энджел, сумасшедший и мстительный Шварцвальд, самодовольный и дьявольский Алекс Розуотер.
Меха или мегадеусы напоминают «Карнавал роботов». В цифровую эпоху такой дизайн не завоевал популярности. Художественно аниме близко по стилю к мультсериалу «Бэтмен», потому что студия Sunrise принимала участие в его создании. Цветовая гамма, как правило, сдержанная, иногда применяются яркие цвета, что очень хорошо дополняет настрой Парадайма. Несмотря на сходство и очевидное влияние классиков, это самостоятельная история, а не дешёвая копия. Именно поэтому сериал достоин внимания. Как и «Евангелион», The Big O наполнен психологией: вопросы, кто такой Роджер и как он стал пилотом гигантского робота, являются важной частью сюжета.
Джонатан Клементс и Хелен Маккарти в энциклопедии написали, что Big O был вдохновлён романом Азимова «Стальные пещеры» и впечатляющим стилем ар-деко. Андроиды и секреты человечества отсылают к манге «Метрополис» Осаму Тэдзуки.
Чарльз Соломон на сайте Animation Scoop отметил недостаток глубины сюжета в истории. Слишком много эпизодов следуют одному шаблону: Роджер выходит за рамки своей работы, чтобы поймать злодея; когда положение становится угрожающим, он вызывает робота и побеждает плохого парня. Миссия выполнена, герой возвращается в свой особняк. Поскольку сценарий написал Тиаки Конака, который был автором сериала «Эксперименты Лэйн», то повествование идёт также запутанно и отрывочно. Зритель не сразу узнаёт, кто направляет Роджера, о личности таинственной женщины, известной как «Ангел», что движет людьми — потерянная память или иллюзия. Первый сезон закончился в середине, оставив судьбу персонажей под вопросом. Запоздалый второй сезон вернул героев и отчасти разрешил проблему. Спайк Шпигель был с тёмным прошлым, а Смит поверхностен. Режиссёру Кадзуёси Катаяме не хватило духа Синъитиро Ватанабэ. Как и Бэтмен из Warner Bros., Big O выглядит лучше в кадре, чем в движении.
Журнал «АнимеГид» описывает The Big O как театральное представление, где ни одному из актёров не объяснили роли и не сказали ни слова о сюжете. В отличие от других искателей прошлого, Роджер Смит не жаждет познать истину, а лишь хочет понять, кто он такой — и убедиться, что занимается нужным делом. На студии Sunrise сняли самое «западное» аниме в истории — в стилистике так мало японского и много англо-американского, что очень похожий сериал мог поставить Геннди Тартаковски. Роджер — Джон Стид, а Эмму Пил разделили на Дороти и Энджел. Показываются ракурсы, характерные для историй о Бэтмене; ряд визуальных решений напоминает фильм-нуар, а композитор Тосихико Сахаси салютует Генри Манчини. Можно долго
разбирать The Big O, отмечая сходство c телесериалами 1960—1970-х годов, фильмами Георга Вильгельма Пабста, романами Герберта Уэллса и многим другим. Это блестящий сериал, сделанный на экспорт. Редкое аниме, выигрывающее от англоязычного дубляжа.
Журнал Otaku USA назвал аниме одним из уникальных, появившихся в Sunrise. Его помнят как часть славных дней блока Toonami на Cartoon Network. Фанаты отправили множество онлайн-петиций для показа продолжения. Режиссёр Кадзуёси Катаяма предпочёл, чтобы сериал сохранил формат антологии. Но лучшее, что мог предложить Big O, вышло из первого сезона. Это довольно подходящая судьба для шоу, которое всегда было загадкой с самого первого дня. В конце концов, люди всё ещё обсуждают его — более чем веский повод пересмотреть сериал, который выглядит так: поровну «Бэтмен» и Ultraseven. 9 место в топ-20 меха аниме по мнению читателей издания.
В обзоре Forbes подчёркивается, что после успеха таких сериалов, как Cowboy Bebop, Sunrise создали The Big O в конце 1990-х годов. Увлекательное объединение жанров нуар и меха собрало большую группу поклонников на Западе. Вполне понятно и намеренно получается образ Брюса Уэйна и его дворецкого, а также замечательной спутницы-андроида по имени Дороти, которая справедливо считает, что Роджер — гад. Основным отличием от типичной традиции нуара является добавление роботов, известных как мегадеусы. В целом, каждый эпизод включает в себя бой мех и «монстров недели». Конец сериала застал некоторых зрителей врасплох и определённо отличается от того, что обычно предлагает жанр. Для фанатов The Big O был ещё одним интересным аниме, где использовались всевозможные элементы из других произведений, это привело к чему-то совершенно особенному. Дизайн Кэйити Сато проявился в Mazinkaiser и «Волчьем дожде». Вероятно, самым заметным был голос Акико Ядзимы в роли Дороти, позже озвучившей Пино в «Эрго Прокси». Музыка Тосихико Сахаси также звучит превосходно. Учитывая, что сериалу исполнилось 20 лет, аниме не потерялось во времени и мерцающие достопримечательности Парадайм Сити не были просто воспоминанием.